# Maniabilité (attelage)
Pour les articles homonymes, voir Maniabilité.
Une maniabilité est une épreuve d'attelage équestre. Elle consiste à franchir entre dix et vingt obstacles en menant ses chevaux d'attelage, sans les faire tomber. Ces obstacles sont le plus souvent des quilles ou des balises, sur lesquelles sont posées des balles,.
L'allure du cheval est laissée libre ; le but de l'épreuve de maniabilité est d'évaluer la souplesse et l'obéissance des chevaux, ainsi que les qualités de leur meneur.